# Capelle-Fermont
Capelle-Fermont è un comune francese di 190 abitanti situato nel dipartimento del Passo di Calais nella regione dell'Alta Francia.

## Società

### Evoluzione demografica
Abitanti censiti